# FAKE feat. 安室奈美恵
「FAKE feat. 安室奈美恵」（フェイク フィーチャリング あむろなみえ）は、日本のR&B歌手AIの楽曲。この楽曲はAIとGeorge Tashiroによって制作されており、2010年3月31日にAIの通算20枚目のシングルとして発売された。日本のR&B歌手安室奈美恵をフィーチャーしている。

## 解説
AIの2010年第1弾シングルである。ベストアルバム『BEST A.I.』を発売してから初のシングルとなる。安室とは2003年にSUITE CHICの「"Uh Uh,,,,,," feat. AI」、2006年にZeebraの4枚目のアルバム『The New Beginning』収録曲「Do What U Gotta Do feat. AI, 安室奈美恵 & Mummy-D」で共演しているが、AI名義での安室とのコラボは初である。AIはベストアルバム『BEST A.I.』を発売後、フィーチャリングをしたいと思っており、国内外問わず、様々なアーティストを候補として挙げていた。安室とのコラボについてはAI単独名義でのコラボが今までなかったことやAI自身がもっと上のステップにいったときにやりたいと思っていたという。その為、今回のコラボはAIの夢が叶った形となった。
初回限定盤と通常盤の2形態で発売。ジャケット写真はどちらも「AI★FAKE」という飾りがついたアイウェアをかけたAIの写真になっているが、通常盤はアイウェアの色が赤色、初回盤はピンク色である。初回盤にはBACHLOGICとKocky & Trashによる「FAKE feat. 安室奈美恵」のリミックス2曲が収録されている。
「FAKE」の歌詞は男性に振られた内容となっており、これに対し歌詞を書いたAIは、「アムロッティ（安室奈美恵）に限ってあり得ないだろうから、逆に面白いだろうと思った。」と発言している。歌詞にはマイケル・ジャクソンの「ビリー・ジーン」と安室の「Hide & Seek」の曲名が登場する。
カップリング曲「Family」はAIが作詞・作曲を手がけており、家族に対する思いが綴られている。

## 批評
「FAKE」は、音楽評論家からは好意的評価を得ている。『Hot Express』の平賀哲雄はこの楽曲を「ド派手なヒップホップ・パーティートラック」と呼んだ。更に「これだけ日本人離れした難解なリズムやメロディを乗りこなせるスキルに改めて驚かされると共に、それをポップに響かせ、明確なポジティブメッセージソングに仕上げることが可能な2人の度量には賞讃の拍手を送りたい。」とコメントした。『WHAT's IN?』の大野貴史は楽曲を「ダンサブルなアップ・チューン」と呼び、また「息の合った絡みを披露してくれる。」とコメントしている。

## チャート成績
2010年3月16日付けの日本レコード協会による着うたフルのダウンロード数を集計したRIAJ有料音楽配信チャートで初登場19位。翌週には4位に上昇した。ビルボードジャパンのHot 100では3月22日付けで初登場81位、翌週29日付けで20位に上昇した。2010年3月31日付けのiTunesのダウンロードランキングで1位になり、楽曲は初の1位を獲得した。2010年4月2日付けのオリコン週間チャートで推定売上10848枚で初登場8位。AIのシングルが同チャートトップ10入りするのは、「I Wanna Know」以来4年ぶりである。

## ミュージック・ビデオ
「FAKE」のビデオの監督はUGICHINが務めた。ダンスの振付はジャネット・ジャクソンのツアーやビデオクリップなどに参加しているシャーネット・ハードが担当している。CD発売を前にYouTubeのユニバーサルミュージックのオフィシャルTVにてフルヴァージョンが公開された。公開から2週間で再生回数が50万回を記録した。ビデオはAIと安室が車内で話している場面、カラフルな部屋で電話をする様子などの4つの共演シーンがある。他、AIが1人で出演する場面もあり合計7つのシーンから構成される。

## 収録曲
全作詞：AI
初回限定盤
1. FAKE feat. 安室奈美恵
（作曲：George Tashiro、編曲：UTA）
2. Family
（作曲：AI、Jeff Miyahara、Jeremy Soule）
3. FAKE feat. 安室奈美恵 [BACKLOGIC Remix]
4. FAKE feat. 安室奈美恵 [Kocky & Trash Remix]

通常盤
1. FAKE feat. 安室奈美恵
2. Family

## チャート
| チャート (2010年)            | 最高 順位 |
| ---------------------------- | --------- |
| RIAJ有料音楽配信チャート     | 4         |
| ビルボード Japan Hot 100     | 20        |
| オリコン週間シングルチャート | 8         |